# Dové Wome
Dové Wome est un footballeur international togolais né le 8 juin 1991 à Fiokpo. Il évolue au poste de milieu offensif avec Supersport United FC.

## Carrière

### Club
À la suite de ses bonnes performances, il est transéré dans le géant club de la PSL league Mamelodi Sundowns où il portera le dorsat n° 15. À peine arrivé à Mamelodi Sundowns en provenance de Free State Stars pour un contrat de 3 ans, Womé Dové fait déjà parler de lui. L’international togolais a inscrit le premier but de sa formation dans un match amical contre une équipe de deuxième de l’Afrique du Sud.

### Sélection
Dové Wome fait ses débuts en équipe nationale du Togo le 14 octobre 2009 contre le Japon (défaite 5-0). Il inscrit le deuxième but togolais face aux Fennecs d’Algérie lors de la deuxième journée de la Coupe d'Afrique des nations 2013 en Afrique du Sud.Dové a inscrit son troisième but sous le maillot de la sélection togolaise contre le Cameroun  peu avant la mi-temps sur une passe décisive de Djene Dakonam.

### Buts en sélection
| Buts en sélection de Dové Wome | Buts en sélection de Dové Wome                      | Buts en sélection de Dové Wome | Buts en sélection de Dové Wome | Buts en sélection de Dové Wome | Buts en sélection de Dové Wome | Buts en sélection de Dové Wome |
| Date                           | Lieu                                                | Adversaire                     | Score                          | Résultat                       | Compétition                    |                                |
| ------------------------------ | --------------------------------------------------- | ------------------------------ | ------------------------------ | ------------------------------ | ------------------------------ | ------------------------------ |
| 6 novembre 2009                | Stade national de Bahreïn, Riffa (Bahreïn)          | Bahreïn                        | 3-1                            | 1-5                            | Match amical                   |                                |
| 26 janvier 2013                | Royal Bafokeng Stadium, Rustenburg (Afrique du Sud) | Algérie                        | 0-2                            | 0-2                            | CAN 2013                       |                                |

## Palmarès
- Maranatha (1)
  - Champion du Togo  (1) :
    - Champion : 2009
- Mamelodi Sundowns (2)
  - Championnat d'Afrique du Sud  (1) :
    - Champion : 2014

  - Coupe d'Afrique du Sud  (1) :
    - Champion : 2016